# Dendrophora erumpens
Dendrophora erumpens är en svampart som först beskrevs av Edward Angus Burt, och fick sitt nu gällande namn av Chamuris 1987. Dendrophora erumpens ingår i släktet Dendrophora och familjen Peniophoraceae.   Inga underarter finns listade i Catalogue of Life.